# Roman Opałka

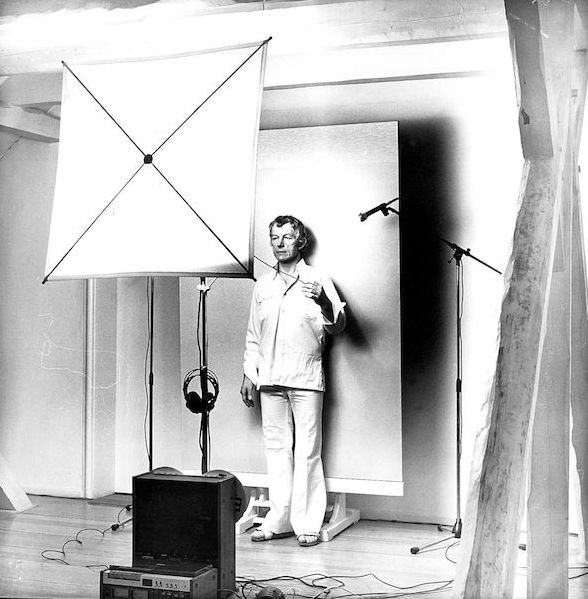
Roman Opałka, foto: Lothar Wolleh

Roman Opałka (27. srpna 1931 Abbeville-Saint-Lucien – 6. srpna 2011 Řím) byl polsko-francouzský malíř a fotograf. Obvykle je řazen ke konceptuálnímu umění.

## Životopis
Narodil se polským rodičům ve Francii. Do Polska se vrátili, když mu byli čtyři, ale byli z Polska deportováni nacisty po německém napadení Polska roku 1939. Znovu se vrátili do Polska v roce 1946. Poté vystudoval na Škole umění a designu v Lodži a na Akademii výtvarných umění ve Varšavě. V roce 1977 však odešel do rodné Francie a v roce 1985 obdržel francouzské občanství.
Proslul „obsesivním“ užitím číslic v dílech, soubor svých „číselných obrazů“ nazval 1965/1–∞. Vytvářel je v letech 1965–2011 a různorodá předchozí díla zavrhl. Ke svým obrazům často pořizoval nahrávky vlastního hlasu či filmy zachycující, jak maloval, a tyto audivizuální doplňky pak při vystavování tvořily integrální součást děl.

## Katalogy
- Roman Opalka 1965/1-∞, Spur der Zeit, vyd. Neues Museum Weserburg Bremen, Musée d’Art Moderne de la Ville de Paris, Städtische Galerie im Lenbachhaus, München (1992–1993). Museum des 20. Jahrhunderts, Wien (1993), mit CD. Bremen 1992 (o. P.), ISBN 3-928761-03-X
- Roman Opalka. U příležitostí ocenění Goslarer Kaiserring 23. října 1993 a výstavy v Mönchehaus-Museum für Moderne Kunst Goslar. Vydavatel: Kulturamt der Stadt Goslar. Goslar 1993.
- Opalka 1965/1 – unendlich. Neue Nationalgalerie und Neuer Berliner Kunstverein, 8. dubna – 26. června 1994. Vydavatel: Britta Schmitz, Berlin 1994, ISBN 3-88609-329-8